# Aalsmeerplein
Het Aalsmeerplein is een plein in de Hoofddorppleinbuurt in Amsterdam-Zuid. Het plein kreeg per raadsbesluit van 19 juli 1933 haar naam, een vernoeming naar de Aalsmeerweg, de straat die vanuit de stad naar het plein loopt, die op haar beurt vernoemd is naar Aalsmeer. Meerdere straten in de buurt zijn vernoemd naar steden en dorpen ten zuidwesten van Amsterdam. Het plein ligt in het gebied dat de gemeente Amsterdam in 1921 geannexeerd had van de gemeente Sloten.

## Geschiedenis en ligging
Het plein ontstond daar waar de Aalsmeerweg de vroegere Sloterweg kruiste, die richting het dorp Sloten. liep. Die Sloterweg werd later verlegd, maar de Rijnsburgstraat die in 1973 haar naam kreeg is daar nog een overblijfsel van. Die Sloterweg diende toen ook nog als uitvalsweg richting Leiden en Den Haag. Ze had hier de aansluiting op de voormalige Haagseweg. Eind jaren vijftig werd de Vlaardingenlaan naar de westelijke tuinstad Slotervaart aangelegd en die kreeg haar beginpunt op het plein. Vanwege die verbinding werd een deel van de Westlandgracht gedempt.
In 1975 werd het hier een stuk rustiger toen de Rijksweg 10 een directe aansluiting kreeg met Rijksweg 4. De Henk Sneevlietweg die ongeveer op het oude traject van de Sloterweg kwam te liggen werd daarmee voornamelijk een aan- en afvoerweg van de Rijksweg 10 richting stad. De route Rijksweg, Henk Sneevlietweg, Aalsmeerweg richting Hoofddorpplein zou nog jaren een sluiproute vormen, zeker in de tijd van files op de Ringweg-West/Rijksweg 10 richting Coentunnel. Die alternatieve route kon al dat verkeer niet aan en er ontstonden files op dat traject; automobilisten kwamen van de regen in de drup. Weer later werd het rustiger toen ook het traject Ringweg-Zuid steeds verder oostwaarts verlengd werd.
In 2011 kon het plein gereconstrueerd worden en verscheen er een rotonde om gevaarlijke verkeerssituaties te voorkomen zonder dat er verkeerslichten geplaatst hoefden te worden.
Tot de indeling in stadsdelen maakte het Aalsmeerplein onderdeel uit van het Overtoomse Veld. Vanaf 1990 werd de buurt ingedeeld bij stadsdeel Amsterdam-Zuid, tussen 1998 en 2010 was dit Oud-Zuid. In 2018 werden de stadsdelen opgeheven.

## Gebouwen
Het plein heeft alleen aan de noordzijde bebouwing met huisnummers 1 tot en met 8, waarbij 3 en 4 ontbreken. De woningen vormen de zuidelijke punten van de woonblokken aan enerzijds de Aalsmeerweg en Rijnsburgstraat en anderzijds van de Westlandgracht en Aalsmeerweg. De bebouwing stamt uit rond 1935. Ten zuidwesten van het plein ligt op loopafstand aan de Rijnsburgstraat de gesloten begraafplaats Huis te Vraag met haar kleine toegangsgebouwtje. Aan de westkant van het plein staat een zogenaamd duogebouwtje. Het in 1951 gebouwde object biedt onderdak aan een transformatorhuisje en een gasregulateursstation; er werd in die jaren geklaagd over een te lage gasdruk in de buurt. Het gebouwtje is ontworpen door de Dienst der Publieke Werken.

## Openbaar vervoer
Buslijn 62 (tot 2006 lijn 23) van het GVB rijdt over het plein en heeft een halte.

## Afbeeldingen

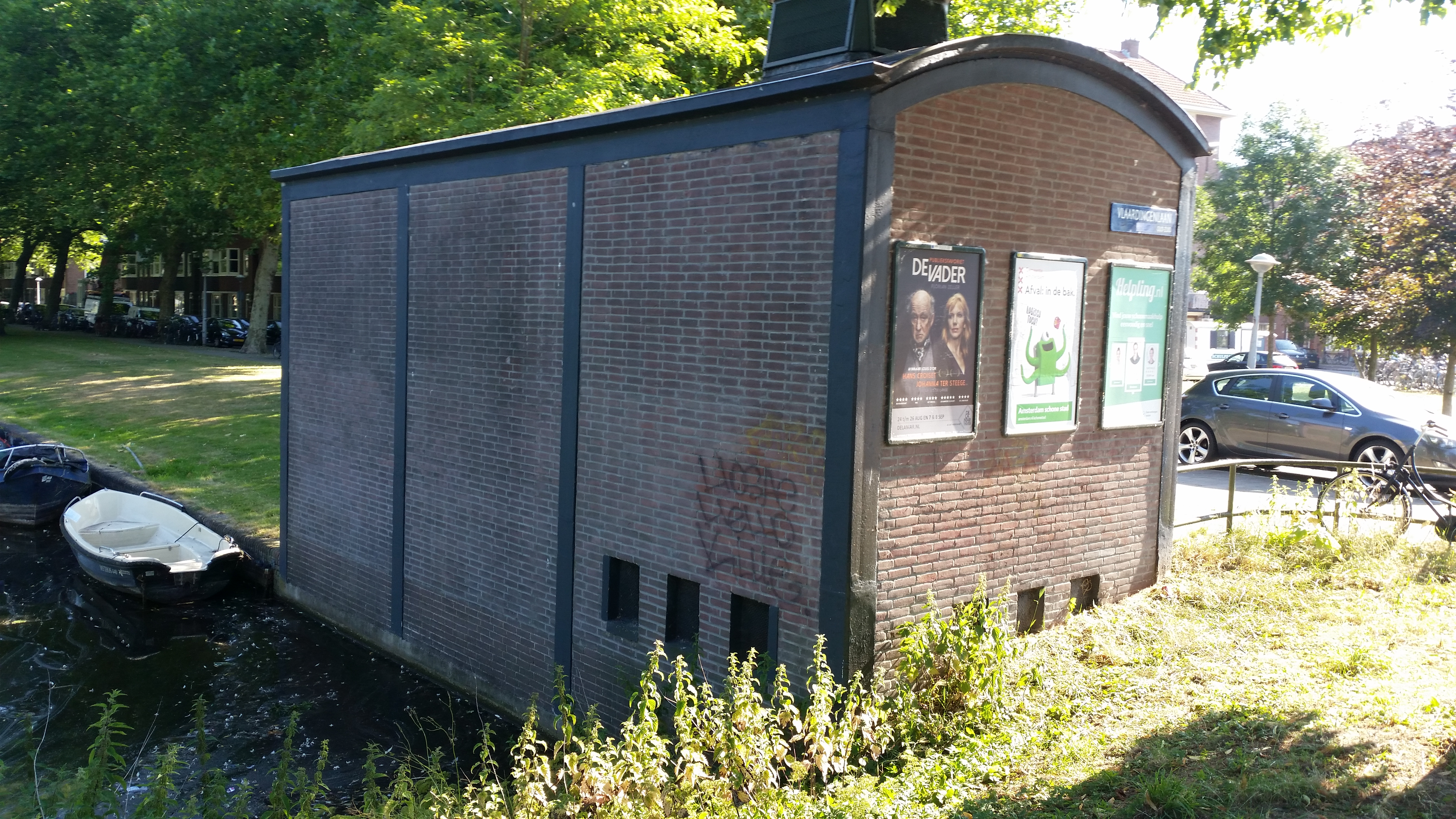
Duogebouwtje met karakteristiek rond dak (juni 2018) Links Westlandgracht, rechts Aalsmeerplein
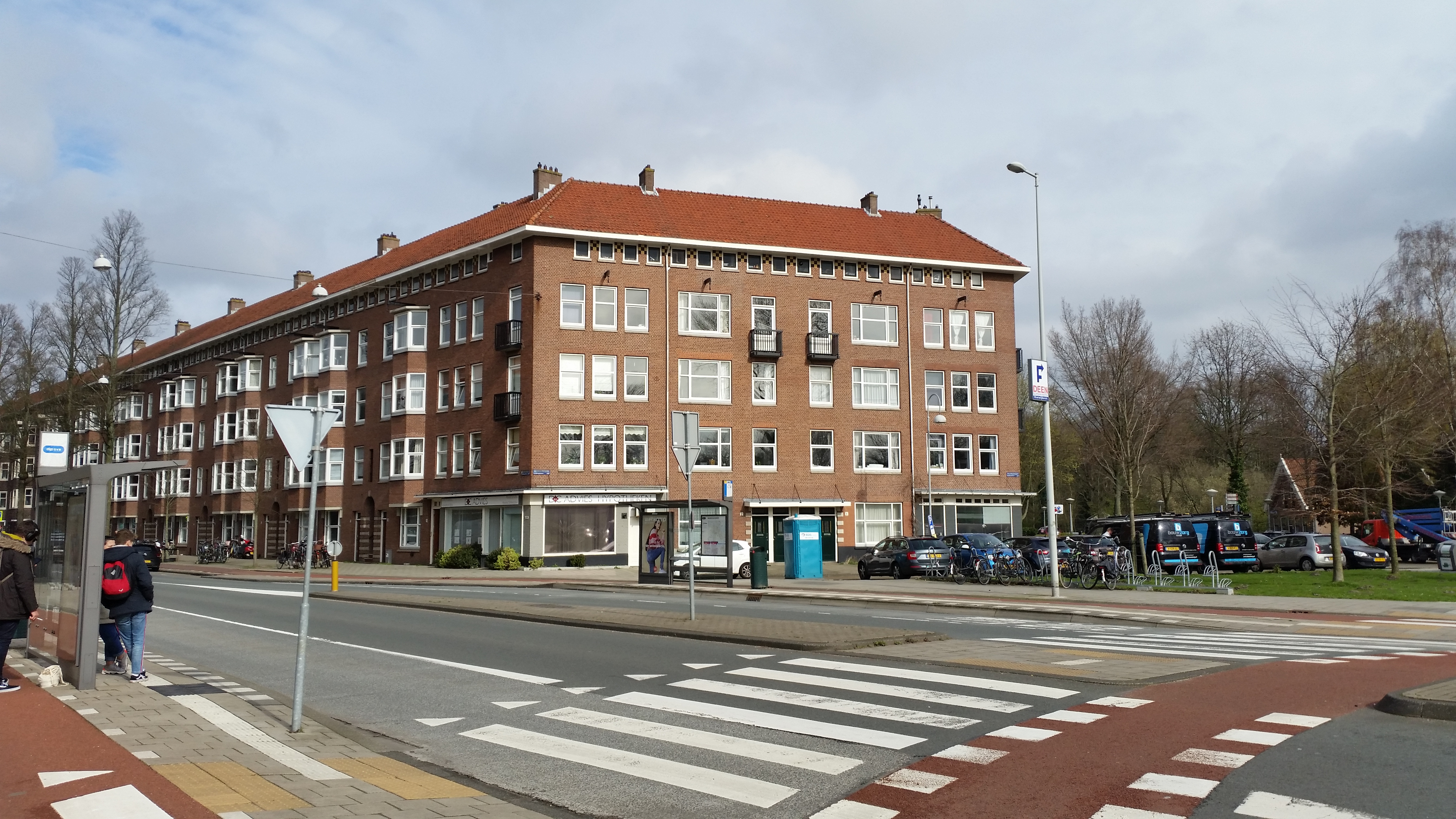
Woonblok met Aalsmeerplein 1 en 2 (maart 2019)
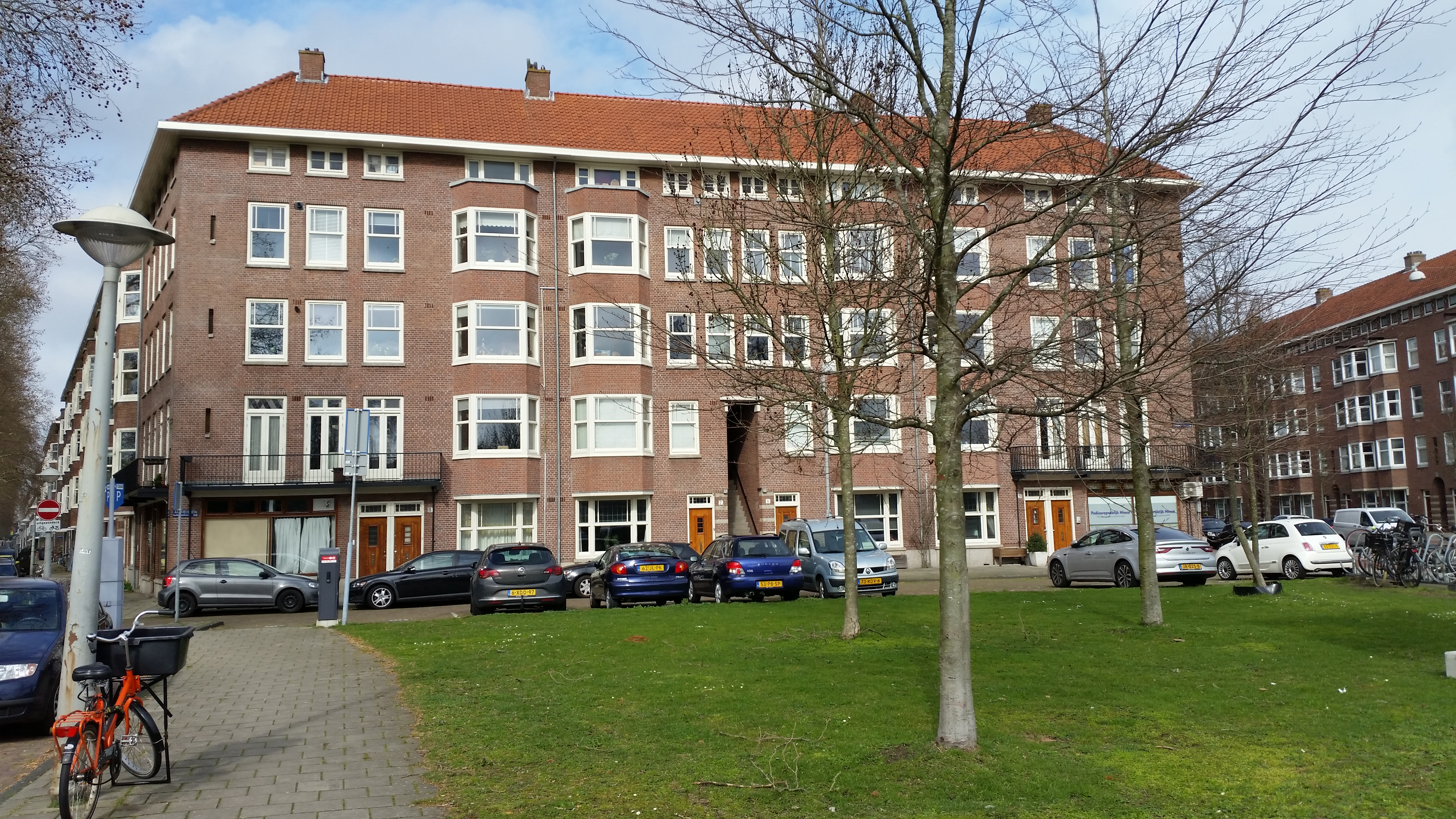
Woonblok met Aalsmeerplein 5 tot en met 8 (maart 2019)